# Der göttliche Schelm
Der göttliche Schelm ist der Titel eines indianischen Mythen-Zyklus, den die Autoren Paul Radin, Karl Kerényi und C. G. Jung im Jahr 1954 veröffentlicht haben.

## Ursprung
Den Schelmen-Mythos hat der Anthropologe Paul Radin im Rahmen der Feldforschungen bei den Winnebago im Jahr 1912 von seinem Gewährsmann Sam Blowsnake erhalten. Der Indianer Blowsnake gehörte zum Donnervogel (Thunderbird)-Clan.
Blowsnake war zwar mit den indianischen Lebensformen aufgewachsen und vertraut, aber den Schelmen-Mythos durfte ihm nur ein Winnebago-Indianer erzählen, der über das Recht zum Erzählen verfügte. Den Mythos dokumentierte Blowsnake in der Winnebago-Silbenschrift. Eine erste Übersetzung aus der Silbenschrift in die englische Sprache besorgten die Indianer John Baptiste und Oliver Lamere. Diese Fassung bearbeitete Paul Radin, der über Kenntnisse der Silbenschrift verfügte. Für die deutsche Veröffentlichung hat Ilse Krämer den Schelmen-Zyklus aus dem Englischen übersetzt.

## Mythologie
Die Winnebago hatten zwei Arten von Erzählungen:
- waikã, das-was-heilig-ist, behandelte eine unwiderruflich vergangene Zeit und somit Ereignisse, zu denen weder Menschen noch Geister einen Zugang hatten.
- worak, das-was-erzählt-wird, bezog sich auf die gegenwärtige Welt des Alltags, und ihre Helden waren Menschen.

Die Helden der waikã waren entweder Gottheiten und Geister. Oder es waren Halbgötter wie der Schelm, der in der englischen Sprache Trickster heißt. Weitere Mythen-Zyklen befassen sich mit dem Hasen und Rothorn, den Zwillingen und den Zwei Knaben als jeweilige Halbgötter. Das Winnebago-Wort für den Schelm ist Wakdjũnkaga, was wörtliche übersetzt der Schelmenhafte heißt. So bezeichnet sich der Protagonist auch selbst:
„Wahrlich, zu Recht nennt man mich Narr, den Schelm! Weil man mich ständig so nannte, hat man mich schließlich wirklich zum Narren, zum Schelm gemacht!“

## Edition
Die deutsche Ausgabe ist wie folgt gegliedert:
- Vorwort von Paul Radin, geschrieben in Lugano 1954.
- Der Schelmen-Zyklus, aufgezeichnet von Sam Blowsnake.
- Die Winnebago und ihr Schelmen-Zyklus von Paul Radin.
- Mythologische Epilegomena von Karl Kerényi.
- Zur Psychologie der Schelmenfigur von C.G. Jung.
- Index.

Abgedruckt ist außerdem ein Faksimilie von zwei Seiten der Originalaufzeichnung, die Sam Blowsnake in der Winnebago-Silbenschrift angefertigt hat. Jeweils unterhalb der Zeile in Silbenschrift befindet sich die Zeile der wörtlichen Übersetzung ins Englische von John Baptiste.

## Veröffentlichungen
Originalwerke
- Paul Radin, Karl Kerényi u. C.G. Jung: Der göttliche Schelm. Ein indianischer Mythen-Zyklus. Schelmen-Zyklus übersetzt von Ilse Krämer. Mit Karl Kerényi u. C. G. Jung. Rhein-Verlag, Zürich 1954.
- Paul Radin: The Trickster: A Study in American Indian Mythology. Mit Kommentaren von C.G. Jung and Karl Kerényi. Bell Publishing, New York 1956 u. 2. Auflg. Schocken, New York 1972 ISBN 0805203516

Sekundärliteratur
- Wolfgang Stein: Der Kulturheros-Trickster der Winnebago und seine Stellung zu vergleichbaren Gestalten in den oralen Traditionen nordamerikanischer Indianer. Eine Kritik an der Kulturheros-Trickster-Konzeption Paul Radins. Dissertation bei Hans-Joachim Paproth an der Universität München 1990. Holos, Bonn 1993 ISBN 3860970461
- Ingeborg und Wolfgang Weber: Auf den Spuren des göttlichen Schelms. Frommann-Holzboog, Stuttgart 1984 ISBN 3772808670